# Can Codina (l'Esquirol)
Can Codina és una masia de l'Esquirol (Osona) inclosa a l'Inventari del Patrimoni Arquitectònic de Catalunya.

## Descripció
Masia de planta rectangular (12 x 10 m), coberta a dues vessants i amb el carener perpendicular a la façana, situada a migdia. Consta de planta baixa, un pis i golfes. Totes les obertures tenen els emmarcaments de gres. La façana principal presenta a la planta un portal rectangular amb llinda escripturada en molt mal estat i un cos adossat en funció de galliner. Al primer pis un balcó ampitador amb barana de ferro, i a les golfes un altre d'igual situat damunt l'anterior. La façana Oest presenta a la planta tres finestretes rectangulars amb forjat; al primer pis tres finestres amb ampit motllurat i tres de quadrades també amb ampit motllurat a les golfes. La façana Nord presenta a la planta un cos petit (comuna), adossat al sector Est amb una finestreta de gres, al primer pis hi ha una finestra i a les golfes una altra. Aquesta façana no està arrebossada. La façana Est presenta dues finestres al primer pis i una a les golfes.

## Història
Masia relacionada amb l'antic mas Tresserres, documentat des del 1138.
Apareix en el "Nomenclator de la Provincia de Barcelona. Partido Judicial de Vich. 1860" com a casa de pagès i amb el nom de "Corral den Tresserra".